# Лайнгартен
Лайнгартен (нем. Leingarten) — коммуна в Германии, в земле Баден-Вюртемберг.
Подчиняется административному округу Штутгарт. Входит в состав района Хайльбронн. Население составляет 11 741 человека (на 31 декабря 2020 года). Занимает площадь 23,48 км². Официальный код — 08 1 25 058.
Коммуна подразделяется на 2 сельских округа.
На территории коммуны найдены многочисленные археологические памятники гроссгартахской культуры, названной по крупному муниципалитету коммуны.

## Фотографии

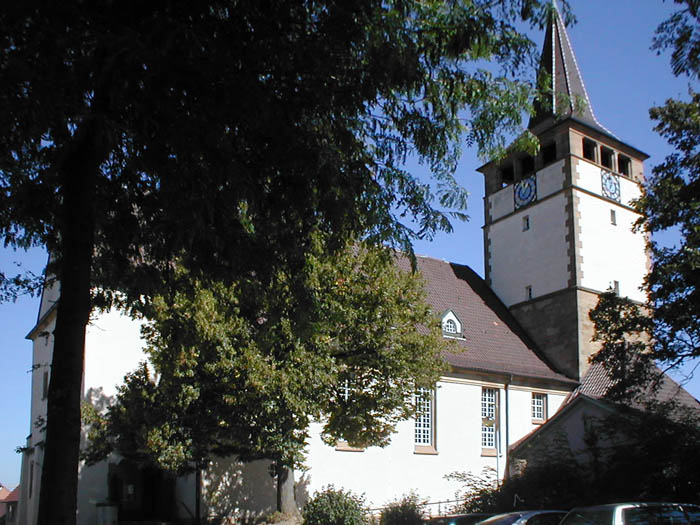
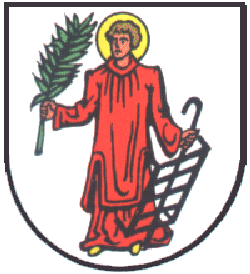
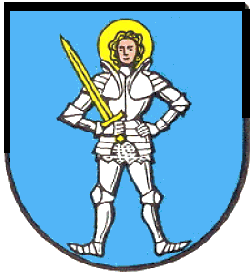

## Города-побратимы
- Лезиньи, Франция (1975)
- Азола, Италия (2004)